# Ludwik (hrabia Évreux)
Ludwik, hrabia d’Évreux (ur. 3 maja 1276, zm. 19 maja 1319 w Paryżu) – królewicz francuski z dynastii Kapetyngów, hrabia Évreux, Étampes i Beaumont-le-Roger od 1298 r., syn Filipa III Śmiałego i jego drugiej żony Marii Brabanckiej.

## Pochodzenie
Urodził się 3 maja 1276 r. jako syn króla Francji Filipa Śmiałego i Marii Brabanckiej. Matka Ludwika była drugą żoną Filipa; poprzednią była Izabela Aragońska, matka Filipa IV Pięknego i Karola Walezjusza. Miał dwie siostry: Małgorzatę, królową Anglii i Blankę, księżną Austrii. 

Herb hrabiów de Bourbon-Evereux

## Polityka
Ludwik politycznie był w opozycji do swojego brata Karola. W 1297, 1304 i 1315 uczestniczył w kampanii we Flandrii. Łączyły go bardzo bliskie stosunki z bratankiem, późniejszym królem Filipem V Długim. W 1316 Filip V podniósł hrabstwo Évreux do rangi parostwa. Poprzez swojego syna – Filipa III, króla Nawarry, Ludwik został ojcem dynastii kapetyńskiej Évreux-Navarre, panującej w Nawarze do 1441 roku (członkowie tej dynastii używali zamiennie przymiotników z Nawarry i z Évreux).

## Małżeństwo i potomstwo
W 1301 r. Ludwik poślubił Małgorzatę (Marguerite) d'Artois, która była siostrzenicą Mahaut d’Artois i siostrą Roberta III d’Artois. Ojciec Małgorzaty, Filip, pochodził z rodu Artois (bocznej linii dynastii Kapetyngów). Owdowiał w 1311 r. Para miała razem pięcioro dzieci:
- Marię (1303–1335), od 1311 żonę Jana III, księcia Brabancji,
- Karola d’Évreux (1305–1336), hrabiego d'Étampes, męża Marii de la Cerda, pani Lunel (córki Fernando de la Cerda),
- Filipa III (1306–1343), męża królowej Nawarry Joanny II Małej,
- Małgorzatę (1307–1350), od 1325 żonę Wilhelma XII z Owernii, matkę królowej Francji Joanny z Owernii,
- Joannę (1310–1370), od 1325 r. trzecią żonę króla Francji i Nawarry Karola IV Pięknego.